# Portugalské království
Portugalské království (latinsky Regnum Portugalliae, portugalsky Reino de Portugal), známo též jako Království Portugalska a Algarves (latinsky Regnum Portugalliae et Algarbiae, portugalsky Reino de Portugal e dos Algarves), se rozkládalo na Pyrenejském poloostrově a existovalo mezi lety 1139 a 1910. Původní hrabství, které bylo součástí Leónského království se osamostatnilo za vlády posledního hraběte Alfonse I., jehož potomci království vládli až do roku 1910.

## Historie Portugalska
Roku 1128 vyhlásil portugalský hrabě, vnuk krále Alfonse VI. Kastilského, Alfons I. Dobyvatel (1107–1185) nezávislost svého hrabství na Leónském království, s nímž musel svést několik bitev. Nakonec po vítězství v bitvě u Ourique byl 26. červenec 1139 vojskem provolán za krále.

Království v roce 1190

Burgundská dynastie pak vládla až do roku 1383, kdy vymřela po meči. Jediná dcera posledního krále této dynastie Beatrix si spolu s manželem Janem I. Kastilským nedokázala vládu udržet a na trůn usedl její polorodý strýc Jan I. z Avizské dynastie.
Po vymření dynastie Aviz po meči roce 1580 bylo Portugalské království připojeno jako korunní země ke Španělskému království a na trůn usedl král Filip II. Španělský (potomek po přeslici, ne však primogeniturní), který zde vládl jako Filip I. Moudrý.
Po úspěšné vzpouře proti španělským Habsburkům v roku 1640 usedl na trůn vévoda z Braganzy Jan a vládl pod číslovkou čtyři. Janův pra-pra-praděd z otcovy strany Alfons z Braganzy byl nemanželským synem prvního krále z Avizské dynastie Jana I. Jeho babička taktéž o otcovy strany byla vnučkou a primogeniturní dědičkou krále Manuela I. Braganzové vládli až do roku 1853, kdy nastoupili jejich následníci po přeslici z Braganzsko-koburské dynastie. Ti vládli do roku 1910 kdy byl poslední portugalský král Manuel II. Nešťastný donucen opustit království.

## Portugalská koloniální říše
První portugalskou kolonií se stala v roce 1415 Ceuta na severoafrickém pobřeží (dnes ve španělských rukou). Ostrov Madeiru objevili portugalští mořeplavci o čtyři roky později. V roce 1441 byla do Lisabonu dopravena první loď s otroky, tento druh obchodu s lidmi se později stal velice výnosný. 

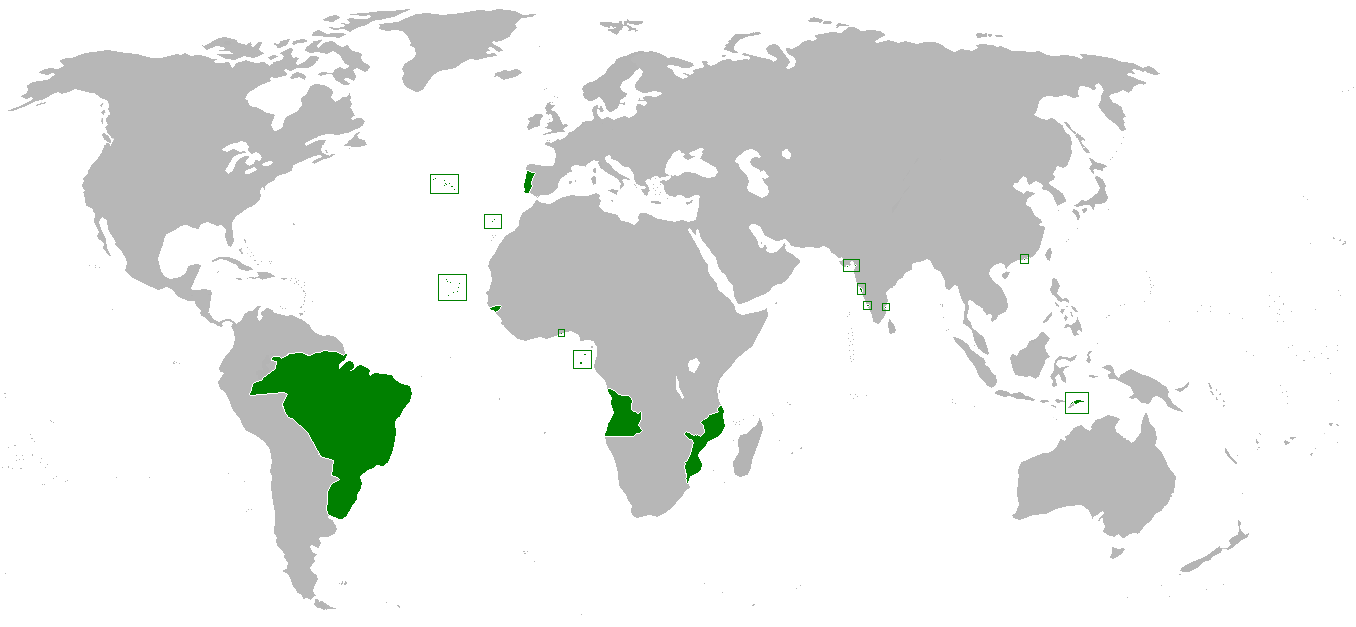
Portugalská říše kolem roku 1800

Portugalci dospěli na pobřeží Senegalu a Sierry Leone v roce 1445, resp. 1446, mezitím probíhala kolonizace Madeiry a Azorských ostrovů, objevených v roce 1427. Na významných místech na pobřeží Afriky Portugalci vztyčovali dřevěné kříže, později kamenné sloupy (Padrões, singulár: Padrão), které označovaly portugalské teritoriální nároky. Na sloupech byl latinsky a portugalsky napsán rok připlutí, jméno námořníka a vládnoucího krále.
Objevení zlata v dnešní Ghaně podpořilo další snahy o objevování nových zemí – zámořské plavby se stávaly velice výnosnými.
Na základě Tordesillaské smlouvy získalo Portugalsko také exkluzivitu v plavbě okolo Afriky, Vasco da Gama v roce 1498 jako první Evropan doplul okolo Afriky do Indie, kde založil první portugalská stanoviště. Portugalsko se brzy stalo centrem obchodu s Orientem.

## Symbolika

erb:
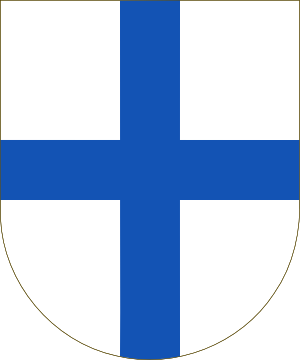
1095?–1139? (nejisté)
1139?–1247 (první historicky doložený erb)
1248–1385
1385–1481
1481–současnost

vlajka:
1095
1143
1185
1248
1385
1485
1495
1521
1578
1640
1667
1707
1750
1813
1826
1830–1910